# Санджей Ейр
Санджей Ейр  (англ. Sanjay Ayre, 19 червня 1980) — ямайський легкоатлет, олімпійський чемпіон.

## Виступи на Олімпіадах
| Олімпіада   | Дисципліна              | Місце                             |
| ----------- | ----------------------- | --------------------------------- |
| Сідней 2000 | естафета 4 x 400 метрів | 1, попередній забіг, перший раунд |
| Пекін 2008  | біг на 400 метрів       | 5, попередній забіг, перший раунд |
| Пекін 2008  | естафета 4 x 400 метрів | 8                                 |